# Štiavnik
Štiavnik es un municipio del distrito de Bytča en la región de Žilina, Eslovaquia, con una población estimada a final del año 2024 de 3920 habitantes.
Se encuentra ubicado al oeste de la región, cerca del curso alto del río Váh (cuenca hidrográfica del Danubio) y de la frontera con la región de Trenčín.

## Demografía
| Año        | 1994 | 2004    | 2014    | 2024    |
| ---------- | ---- | ------- | ------- | ------- |
| Población  | 3944 | 4097    | 4101    | 3920    |
| Diferencia |      | +3,87 % | +0,09 % | −4,41 % |

| Año        | 2023 | 2024    |
| ---------- | ---- | ------- |
| Población  | 3933 | 3920    |
| Diferencia |      | −0,33 % |